# 情報教育
情報教育（じょうほうきょういく）の記事では、日本における、情報学ないしその周辺についての、主に「普通教育」との関連について述べる。文科省（ないし旧・文部省）が、児童生徒の「情報活用能力」の育成を図る教育とか、教育の質の向上を目指して推進する「教育の情報化」の３つの柱（情報教育、教科指導におけるICT活用、校務の情報化）の１つ、と述べているように、以前は、主に教員の確保などの点で不可能だと考えられた「コンピュータについて真正面から教える」ことの代替としての施策、という側面が強かった。また21世紀はこれに加えてインターネットでの「モラル」が重視されつつある。近年の、教科「情報」については「情報 (教科) 」の記事を参照。

## 歴史

### 昭和50年代以前
この節で述べる専門教育についての内容は、基本的に以下の節とは無関係である。日本における普通教育への「情報」の取り込みは（現場での接点はあっても）コンピュータ科学など専門教育との接点は極めて薄いまま進められた。
情報学やコンピュータ科学に関連する学術的な内容は、コンピュータ登場以前には、数学・論理学・物理学・電子工学・図書館学などといった分野に散在していた。1930年代には海外や日本でコンピュータの実現の基礎になった研究があり、世界大戦によるエレクトロニクスの進歩と基礎研究の途絶を挟んで、戦後には一斉にコンピュータの実現が進んだ。1950年代にはコンピュータの建造自体を研究対象として、日本でも建造されたコンピュータのうちのいくつかは大学の研究室によるものだった。1960年代に入るとメインフレームが大企業によって商業的に生産されるようになり、大学に「計算機センター」を設置して共用施設としての活用が進み、物理学の計算などが活発化する一方で、情報工学科の設置は1970年代以降になるなど専門教育の時点でも日本は後手に回っている。図書館情報学との関連で慶應の「図書館・情報学科」が比較的早く1968年である。1970年代以降は、多くの大学に情報工学科が設置されるなど、専門教育は本格化した。1980年代前半には広い範囲をカバーした叢書、岩波講座「情報科学」が出ている。
一方で1970年代には、コンピュータはまだ市民に一般的なものではなく、まず電卓の普及が先行した。電卓は、数の扱いについて適切な指導のもとに使えば良い教材ではあったのだがそもそもその指導者が学校現場にはいないといったことや、そろばん関係者による「そろばんは頭を良くする」といった主張のように現場からの敵視も強く、むしろそういった新規技術の排除のほうが見られることもあった。結果として、電卓からの派生から始まったマイクロプロセッサによる、1980年代以降のパーソナルコンピュータの普及によって、教育現場にまずコンピュータ支援教育（CAI）といった形でコンピュータが現れた後、（情報学の初歩を導入するというような主体的な態度というよりは）「情報化社会に対応する」であるとか「情報活用能力を育成する」ものとして、教育についての検討が進められた。

### 昭和60年前後～平成元年学習指導要領改訂
（昭和60年＝1985年）
- 情報化社会に対応する初等中等教育の在り方に関する調査研究協力者会議
  - 情報活用能力を「学校教育」で育成することの重要性が示される。
- 臨時教育審議会「教育改革に関する第二次答申」（昭和61年4月）
  - 「情報及び情報手段を主体的に選択して活用していくための個人的な資質（情報活用能力）」を、読み、書き、算に並ぶ基礎・基本に位置付け。
  - 今日の情報教育の基本的な考え方に。
- 教育課程審議会答申
  - 「社会の情報化に主体的に対応できる基礎的な資質を養う観点から、情報の理解、選択、処理、創造などに必要な能力及びコンピュータ等の情報手段を活用する能力と態度の育成が図られるよう配慮する。なお、その際、情報化のもたらす様々な影響についても配慮する。」
- 学習指導要領改訂（平成元年３月）
  - 中学校の「技術・家庭」に、選択領域として「情報基礎」新設。
  - 社会、公民、数学等に、情報に関する内容が取り入れられる。
  - 各教科等の指導において、教育機器を活用することとする。

### 平成２年７月「情報教育の手引き」作成
現在の「教育の情報化に関する手引」につながる初めての手引き書。長年にわたって関係者に広く読まれた
。

### 平成８年前後～平成10年度学習指導要領改訂
平成8年7月の「あり方について」に始まる、中等教育中期以降の教科「情報」関係については「情報 (教科) 」の記事を参照。
普通教育における情報教育の「体系化」の始まり
- 中央教育審議会第一次答申
  - 「21世紀を展望した我が国の教育のあり方について」（平成8年7月）
  - 今後の教育の在り方に関する基本的指針の提示。
    1. 情報教育の体系的な実施
    2. 情報機器、情報通信ネットワークの活用による学校教育の質的改善
    3. 高度情報社会に対応する「新しい学校」の構築
    4. 情報化の「影」の部分への対応
- 情報化の進展に対応した初等中等教育における情報教育の進展等に関する調査研究協力者会議第一次報告「体系的な情報教育の実施に向けて」（平成9年7月）
  - 情報教育の基本的な考え方と体系的な情報教育の内容について整理。
  - 情報教育の目標としての「情報活用能力」を以下の３つに整理。
    1. 情報活用の実践力
    2. 情報の科学的な理解
    3. 情報社会に参画する態度
- 教育課程審議会答申「幼稚園、小学校、中学校、高等学校、盲学校、聾学校及び養護学校の教育課程の基準の改定について」（平成10年7月）
  - 中学校の教科「技術・家庭」における「情報とコンピュータ」必修化。
  - 高等学校の普通科における教科「情報」新設、必修化。
- 学習指導要領改訂（平成10年度）
  - 中学校の教科「技術・家庭」における「情報とコンピュータ」必修化。
  - 高等学校の普通科における教科「情報」新設（３科目構成）、必修化。
  - （高等学校の専門教科「情報」新設。11科目構成。）

### 平成14年6月「情報教育の実践と学校の情報化～ 新「情報教育に関する手引き」～」作成
現在の「教育の情報化に関する手引」につながる手引き書
。
「情報化の影の部分」に触れ、情報モラル育成の必要性について示された。
- 第1章 情報化の進展と情報教育（コラム：「情報化の影の部分への対応」）
- 第2章 初等中等教育における情報教育の考え方（コラム：「メディアリテラシーの育成」）
- 第3章 子どもの学習活動と情報教育の実践
- 第4章 情報化に対応した指導体制（コラム：「コミュニケーションと情報モラルの育成」）
- 第5章 情報通信環境の整備
- 第6章 学校と情報化（コラム：「有害情報への対応」）
- 第7章 特別な支援を必要とする子どもたちへの情報化と支援
- 第8章 学校の情報化を支える支援体制と地域の情報化に向けて

### 平成22年3月「教育の情報化に関する手引」作成
現在、広く読まれる手引き書。
情報教育が、「教育の情報化」の３つの柱の１つであることが明示された。
- 第1章 情報化の進展と教育の情報化
- 第2章 学習指導要領における教育の情報化
- 第3章 教科指導におけるICT活用
- 第4章 情報教育の体系的な推進
- 第5章 学校における情報モラル教育と家庭・地域との連携
- 第6章 校務の情報化の推進
- 第7章 教員のICT活用指導力の向上
- 第8章 学校におけるICT環境整備
- 第9章 特別支援教育における教育の情報化
- 第10章 教育委員会・学校における情報化の推進体制

## 参考資料
- 「情報教育」の内容の充実について（議論用ペーパー）：文部科学省
- 情報教育の実践と学校の情報化～新「情報教育に関する手引」～：文部科学省
- 教育の情報化に関する手引：文部科学省